# Syllectra
Syllectra là một chi bướm đêm thuộc họ Erebidae.

## Loài
- Syllectra erycata Cramer, 1780